# Colfax Township (comté de Webster, Iowa)
Pour les articles homonymes, voir Colfax Township.
Colfax Township est un township du comté de Webster en Iowa, aux États-Unis,.

## Source de la traduction
- (en) Cet article est partiellement ou en totalité issu de l’article de Wikipédia en anglais intitulé « Colfax Township, Webster County, Iowa » (voir la liste des auteurs).